# Phú Cường, Đại Từ
Phú Cường là một xã thuộc huyện Đại Từ, tỉnh Thái Nguyên, Việt Nam.

## Địa lý
Xã Phú Cường nằm ở phía tây bắc huyện Đại Từ, có vị trí địa lý:
- Phía đông giáp xã Đức Lương và xã Phú Lạc
- Phía tây giáp xã Yên Lãng
- Phía nam giáp xã Phú Thịnh
- Phía bắc giáp xã Minh Tiến.

Năm 1999, xã Phú Cường có diện tích 19,36 km², dân số là 4.643 người, mật độ dân số đạt 240 người/km². Năm 2024, sáp nhập 6,32 km² và 2.169 người của xã Na Mao vừa giải thể vào xã Phú Cường. Sau khi sáp nhập, xã Phú Cường có diện tích là 22,60 km² và quy mô dân số là 7.664 người. 
Tỉnh lộ 264 nối hai huyện Đại Từ và Định Hóa chạy qua địa bàn xã. Dòng chính của sông Công chảy qua trung tâm xã theo chiều bắc - nam.

## Hành chính
Xã Phú Cường được chia thành 10 xóm: Chiềng, Khuôn Thông, Thanh Mỵ, Na Quýt, Bản Luông, Na Mấn, Đèo, Văn Cường 1, Văn Cường 2, Văn Cường 3.

## Người nổi tiếng
- Hoàng Quyên